# Concinnum burleighi
Concinnum burleighi är en plattmaskart. Concinnum burleighi ingår i släktet Concinnum och familjen Dicrocoeliidae. Inga underarter finns listade i Catalogue of Life.